# Progress Software
 Progress Software Corp. ist ein US-amerikanisches Unternehmen mit Sitz in Bedford, Massachusetts. Das Unternehmen ist ein Anbieter von Applikations-Infrastruktur-Software für die Entwicklung, die Integration und das Management von Geschäftsanwendungen.
Die deutsche Tochter Progress Software GmbH hat ihren Sitz in Köln.

## Produkte
Zu den wichtigsten Produkten zählen ein Datenbanksystem und eine in das DBMS integrierte Programmiersprache der vierten Generation. Die aktuelle Produktlinie heißt Progress OpenEdge.
Weltweit setzen nach Angaben des Unternehmens 3 Millionen Anwender in 60.000 Unternehmen Software-Anwendungen ein, die auf Progress-Technologie basieren; der gesamte Umsatz einschließlich Anwendungen und Dienstleistungen betrage über 5 Milliarden US-Dollar.
2006 erzielte Progress Software einen Umsatz von 447 Millionen US-Dollar. 2012 lag der Umsatz der Progress Software Corp. bei 107,2 Millionen US-Dollar, nachdem man 2011 124,5 Millionen erzielte.
Durch Firmenzukäufe wurde Progress auch Inhaber der Produkte von Telerik (seit 2014), Ipswitch (Anbieter der Datenübertragungslösungen MOVEit Transfer und MOVEit Cloud), Chef, Kemp (Anbieter eines Load Balancers für HTTP/S, Exchange, S4B, IIS, Apache), Flowmon, MarkLogic und Semaphore.
2023 waren aufgrund einer Sicherheitslücke in MOVEit weltweit Kunden der Software betroffen.